# Svarthuvad snigel
Svarthuvad snigel (Krynickillus melanocephalus) är en snigel i familjen fältsniglar (Agriolimacidae). Den beskrevs första gången 1851 av den ryska botanisten Ivan Osipovitj Kaleniczenko.

## Utseende
Grundfärgen varierar från smutsigt vitaktig till blågrå. Hos vuxna individer är nacken, huvudet och tentaklerna blåsvarta till svarta. Unga individer kan ha mindre intensiv svart färg på huvudet. Längden på vuxna sniglar är 45–60 mm. Precis som hos andra fältsniglar är andningshålet placerat långt bak på manteln.

## Utbredning
Den svarthuvade snigeln har sitt ursprung i Kaukasus, Krim och Turkiet, den är etablerad i Ukraina och Baltikum och under 2000-talet har den börjat dyka upp på andra ställen runt om i Europa bland annat vid Erfurt i Tyskland, i Vitryssland och i Ryssland i regionerna Moskva, Novgorod och Tver. 

### Förekomst i Sverige
Det första fyndet i Sverige gjordes 2019 i en villaträdgård i Virsbo i Västmanland där hundratals individer hittades. På grund av den stora mängd sniglar som då hittades, tror experter att den kan ha funnits i Sverige sedan några år. Senare samma år konstaterades arten på ytterligare ett antal orter i landet. I maj 2021 hade arten rapporterats på Artportalen från Halland i söder till Gästrikland i norr, med störst koncentration i Uppland. I Sverige kategoriseras arten som invasiv.

## Ekologi
I sitt ursprungliga utbredningsområde lever den svarthuvade snigeln i skogar och subalpina områden där den förekommer i markskiktet, i murkna stubbar samt under stenar och fallna trädstammar. Vuxna sniglar uppträder på sensommaren och hösten. Dessa individer dör i oktober och arten övervintrar enbart som ägg.